# Monardella siskiyouensis
Monardella siskiyouensis là một loài thực vật có hoa trong họ Hoa môi. Loài này được Hardham mô tả khoa học đầu tiên năm 1966.